# Peperomia san-felipensis
Peperomia san-felipensis är en pepparväxtart som beskrevs av C. Dc. och J. D. Smith. Peperomia san-felipensis ingår i släktet peperomior, och familjen pepparväxter. Inga underarter finns listade i Catalogue of Life.